# Cittaslow
Cittaslow este o organizație neguvernamentală fondată în 1999, în Italia, care își propune să reducă viteza de viață în orașe pentru a le îmbunătăți calitatea vieții. Crearea sa a fost inspirată de organizația Slow Food, cu care formează mișcarea internațională cunoscută sub numele de Slow Movement.